# Lycée Saint-Louis

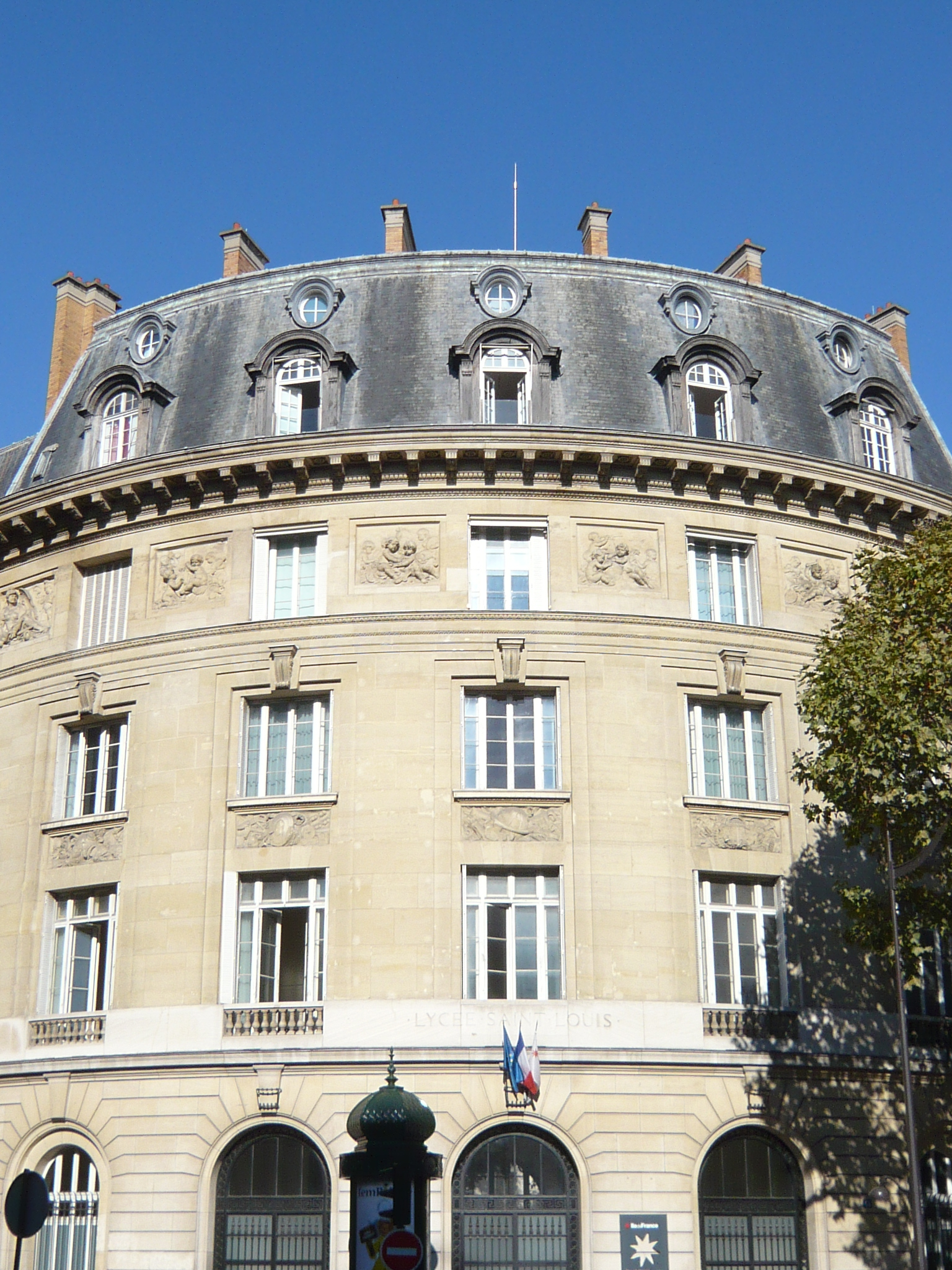
Entrata principale del liceo

Il lycée Saint-Louis è un liceo di Parigi, situato nel Quartier latin. Le classi sono esclusivamente scientifiche, eccetto una economico-sociale.

## Storia
Il collège d'Harcourt (in latino Collegio Harcuriano) fu fondato nel 1280 da Raoul d’Harcourt, vescovo di Coutances come residenza per gli studenti dell'Università di Parigi (di cui 28 originari delle quattro diocesi della Normandia).
In seguito il collegio divenne un luogo d'insegnamento e non solo di pernottamento, ed in questa veste raggiunse una grande fama a partire dal Cinquecento, e vi studiarono personaggi famosi, come Racine, Boileau e Perrault.
Nel Settecento fu un baluardo del giansenismo e vi studiarono vari fra i philosophes e gli enciclopedisti.
Nel 1793, la Convenzione nazionale chiuse il collège d'Harcourt, così come gli altri collegi parigini, e l'edificio divenne una prigione.
L'edificio originale fu demolito nel 1795 e quello attuale fu eretto nel 1814 sullo stesso sito.
Nel 1812, un decreto di Napoleone ne dispose la riapertura come liceo imperiale; è solo nel 1820 che il Collège Royal Saint-Louis  prese il posto dell'antico Collège d’Harcourt, ospitando di nuovo un internato a partire dal 1823. Il liceo si specializzò nell'insegnamento scientifico (dal 1885 l'internato ospita solo allievi del liceo scientifico) e nelle classi preparatorie alle grandes écoles (istituite nel 1866 e dal 1969 uniche classi).